# Barañáin
Barañáin (em castelhano) ou Barañain (em basco) é um município da Espanha na província e comunidade foral (autónoma) de Navarra, com 1,39 km² de área. Em 2021 tinha 19 853  habitantes (densidade: 14 282,7 hab./km²). O município faz parte da comarca da Cuenca de Pamplona.

## Demografia
| Variação demográfica do município entre 1991 e 2004 | Variação demográfica do município entre 1991 e 2004 | Variação demográfica do município entre 1991 e 2004 | Variação demográfica do município entre 1991 e 2004 |
| --------------------------------------------------- | --------------------------------------------------- | --------------------------------------------------- | --------------------------------------------------- |
| 1991                                                | 1996                                                | 2001                                                | 2004                                                |
| 16474                                               | 18936                                               | 21021                                               | 22071                                               |